# (6696) Eubanks
(6696) Eubanks (1986 RC1) est un astéroïde de la ceinture principale découvert le 1er septembre 1986 par l'observatoire Oak Ridge à Harvard.